# Bojan Božović
Bojan Božović (Montenegrijns: Бојан Божовић) (Titograd, 3 februari 1985) is een Montenegrijnse profvoetballer, die als aanvaller speelt en momenteel uitkomt voor Al Shoalah in Saoudi-Arabië.

## Carrière
In 2004 kreeg Božović een contract bij het Hongaarse Békéscsaba. Een jaar later haalde Honvéd Boedapest hem daar weg. In januari 2006 verliet hij Hongarije voor het Poolse Polonia Warschau en in september van dat jaar keerde hij terug naar Hongarije, waar hij tekende voor Kaposvári Rákóczi. In december 2008 liep hij een voetbreuk op. In juni 2009 tekende Božović een tweejarig contract met een optie voor een bijkomende twee jaar bij Cercle Brugge. Hij maakte zijn competitiedebuut voor Cercle op 2 augustus 2009 tegen AA Gent.

### Internationale carrière
Božović was een vaste waarde bij de nationale U17 maar verzamelde nog geen selecties voor het eerste elftal van Montenegro.

## Statistieken
| seizoen | club                     | land      | competitie            | wedst | goals |
| ------- | ------------------------ | --------- | --------------------- | ----- | ----- |
| 2004/05 | Békéscsaba 1912 Előre SE | Hongarije | Magyar Labdarúgó Liga | 11    | 2     |
| 2005    | Budapest Honvéd FC       | Hongarije | Magyar Labdarúgó Liga | 3     | 0     |
| 2005/06 | KSP Polonia Warschau     | Polen     | Ekstraklasa           |       |       |
| 2006/07 | Kaposvári Rákóczi FC     | Hongarije | Magyar Labdarúgó Liga | 6     | 0     |
| 2007/08 | Kaposvári Rákóczi FC     | Hongarije | Magyar Labdarúgó Liga | 10    | 0     |
| 2006/09 | Kaposvári Rákóczi FC     | Hongarije | Magyar Labdarúgó Liga | 20    | 5     |
| 2009/10 | Cercle Brugge            | België    | Jupiler Pro League    | 23    | 2     |
| 2009/10 | Cercle Brugge            | België    | Play-Off II A         | 1     | 0     |
| 2010/11 | Cercle Brugge            | België    | Jupiler Pro League    | 0     | 0     |
| 2011/12 | BFC Siófok               | Hongarije | Magyar Labdarúgó Liga | 9     | 0     |
|         |                          |           | totaal                | 83    | 9     |

laatst gewijzigd 05/02/12